# Drunter und Drüber – Chaos auf dem Friedhof
Drunter und Drüber – Chaos auf dem Friedhof  ist eine österreichische Fernsehserie mit Nicholas Ofczarek und Julia Jentsch, die unter der Regie von Christopher Schier nach einem Drehbuch von Judith Westermann und Christopher Schier entstand. Auf Prime Video wurde diese am 9. Mai 2025 veröffentlicht.

## Handlung
Nachdem der bisherige Leiter des Wiener Friedhofs Donnersbach von einer Grabstatue erschlagen wird, hofft dessen langjähriger Stellvertreter Heli Wondratschek endlich dessen Posten zu übernehmen. Allerdings übergibt das zuständige Amt die Leitung an die fachfremde Ursula Fink.
In der Folge entsteht ein Machtkampf zwischen Fink und Wondratschek. Die Mitarbeiter geraten zwischen die Fronten, während die Toten das Schauspiel wie eine Seifenoper verfolgen. Bald droht der Friedhof ganz geschlossen zu werden.
Zum Personal gehören auch Steinmetz Werner und seine Frau Kornelia, deren Gärtnerei sich außerhalb des Geländes befindet. Wenn sie sich zurückzieht, um angeblich eine Trauerrede zu verfassen, trifft sie sich in Wirklichkeit mit Heli zum Sex. Daher hält sie mehr oder weniger immer wieder die gleiche Ansprache.

## Produktion und Hintergrund
Die Dreharbeiten fanden vom 28. Mai bis zum 28. August 2024 statt. Drehorte waren unter anderem der Wiener Hernalser Friedhof, der als fiktiver Friedhof Donnersbach diente, Innenmotive fanden sich auf dem Otto-Wagner-Areal.
Produziert wurde die Serie von der österreichische Rundfilm GmbH von Constanze Schumann und Thomas W. Kiennast, unterstützt wurde die Produktion vom Filmfonds Wien und von FISA Filmstandort Austria. Für Prime Video realisierte die Rundfilm zuvor die 2024 veröffentlichte Horrorcomedy-Serie Beasts Like Us. Regisseur Christopher Schier und Hauptdarsteller Nicholas Ofczarek und Julia Jentsch arbeiteten zuvor für Der Pass zusammen.
Die Kamera führte Andreas Berger, die Musik schrieben Philipp Steinke und Tobias Felix Kuhn, die Montage verantworteten Philipp Kleibel und Nina Worisch und das Casting Nicole Schmied und Anne Hünseler. Das Szenenbild gestaltete Desiree Salvador, das Kostümbild Amanda Frühwald, die Maske Kiky von Rebental, Uschi Braun und Pia Selzer und den Ton Dietmar Zuson.

## Rezeption
Tilmann P. Gangloff vergab auf tittelbach.tv 4,5 von 6 Sternen und bezeichnete die Produktion als sehr muntere und stellenweise schwarzhumorige österreichische Serie. Schon allein der Einfall mit den zwei Welten drunten und droben sei famos.
Julian Weinberger schrieb auf Prisma.de, dass die Serie stets auf dem schmalen Grat zwischen Komik und Lächerlichkeit balanciere. Zumeist hielten Regisseur und Drehbuchautorin aber geschickt das Gleichgewicht. Die skurril-morbide Friedhofscomedy mag zwar kein Serienstoff zum Totlachen sein, aber nicht zuletzt wegen des einmal mehr bestens harmonierenden Duos Nicholas Ofczarek und Julia Jentsch eine Sichtung wert.
derwatchdog.de bewertete die Serie mit vier von fünf Sternen. Wenn sich Nicholas Ofczarek als Heli Wondratschek durch festgefahrene Bürokratie und makabre Komik navigiert, bleibe kein Auge trocken.
Alexander Krei meinte auf dwdl.de, dass die Produktion nicht nur wegen der Handlung über der Erde sehenswert sei, sondern nicht zuletzt auch wegen jener darunter. Diese Momente würden dann auch darüber hinwegtrösten, dass es trotz aller Totengräberstimmung mitunter am erhofften schwarzen Humor mangle. Spaß mache die Serie aber jedem Fall. Manchmal sei sie sogar zum Totlachen.